# Mistrovství světa v cyklokrosu 2025
Mistrovství světa v cyklokrosu 2025 bylo 76. cyklokrosovým šampionátem v pořadí. Konalo se od 31. ledna do 2. února 2025 v severofrancouzském Liévin. Pro pořadatelské město to byl první uskutečněný šampionát. Přihlášeno bylo 291 jezdců z 25 národních federací. Mistrovský dres v elitní kategorii úspěšně obhájili Nizozemci Mathieu van der Poel a Fem van Empel.

## Program
Pátek, 31. ledna
- 12:30 Týmová štafeta

Sobota, 1. února
- 11:00 Juniorky
- 13:00 Muži U23
- 15:00 Ženy Elite

Neděle, 2. února
- 11:00 Junioři
- 13:00 Ženy U23
- 15:00 Muži Elite

## Přehled medailistů
| Muži      | |         | |       |                                                                                       |       |
| Kategorie | Zlato                                                                                               | Čas     | Stříbro | Čas   | Bronz                                                                                 | Čas   |
| Elite     | Mathieu van der Poel (NED)                                                                          | 1:02:44 | Wout van Aert (BEL)                                                                                        | +0:45 | Thibau Nys (BEL)                                                                      | +1:06 |
| Do 23 let | Tibor del Grosso (NED)                                                                              | 56:26   | Kay de Bruckere (BEL)                                                                                      | +0:56 | Jente Michels (BEL)                                                                   | +1:05 |
| Junioři   | Mattia Agostinacchio (ITA)                                                                          | 45:47   | Soren Bruyere Jouomard (FRA)                                                                               | +0:12 | Filipo Grigolini (ITA)                                                                | +0:30 |
| Ženy      | |         | |       |                                                                                       |       |
| Kategorie | Zlato                                                                                               | Čas     | Stříbro | Čas   | Bronz                                                                                 | Čas   |
| Elite     | Fem van Empel (NED)                                                                                 | 54:29   | Lucinda Brand (NED)                                                                                        | +0:18 | Puck Pieterse (NED)                                                                   | +1:09 |
| Do 23 let | Zoe Bäckstedt (GBR)                                                                                 | 45:42   | Marie Schreiber (LUX)                                                                                      | +0:39 | Leonie Bentveld (NED)                                                                 | +1:20 |
| Juniorky  | Lise Revol (FRA)                                                                                    | 45:25   | Barbora Bukovská (CZE)                                                                                     | +0:11 | Rafaelle Carrier (CAN)                                                                | +1:43 |
| Štafety   | |         | |       |                                                                                       |       |
|           | Zlato                                                                                               | Čas     | Stříbro | Čas   | Bronz                                                                                 | Čas   |
|           | Velká Británie Zoe Bäckstedt Darlison Milo Wills Maia Zoe Roche Oscar Amey Cat Ferguson Thomas Mein | 50:03   | Itálie Mattia Agostinacchio Gioele Bertolini Giorgia Pellizotti Lucia Bramati Sara Casasola Stefano Viezzi | +0:02 | Francie Jules Simon Florian Fery Célia Gery Zélie Lambert Hélène Clauzel Joshua Dubau | +0:05 |